# Torre della Bella Marsilia

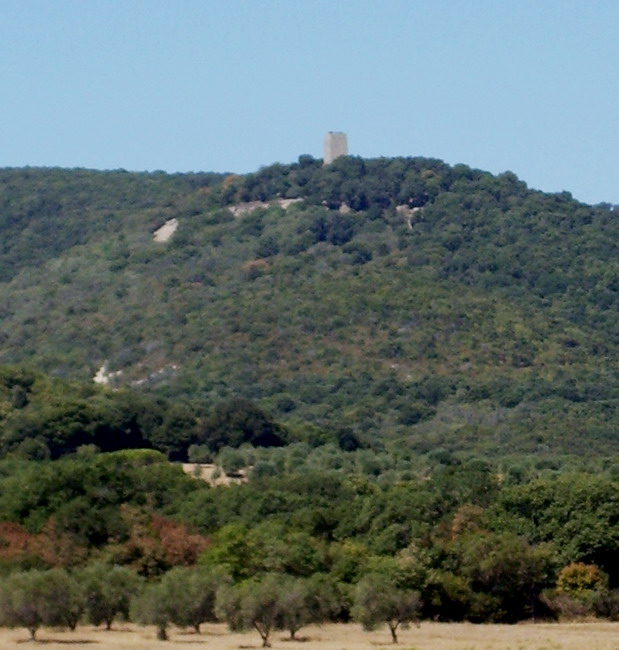
La torre della Bella Marsilia

La torre della Bella Marsilia si trova all'estremità occidentale del territorio comunale di Magliano in Toscana, nel cuore del parco naturale della Maremma, su una propaggine collinare dei monti dell'Uccellina che guarda verso l'entroterra.

## Storia
L'intero territorio, comprendente anche la Torre Bassa e la tenuta di Collecchio, era controllato in epoca medievale dagli Aldobrandeschi, che cedettero poi tutte queste loro proprietà alla famiglia Marsili di Siena con atto del 13/7/1345.
I beni dei Marsili, pur essendo di loro proprietà, erano di fatto sotto la giurisdizione della Repubblica senese durante il lungo periodo rinascimentale. La famiglia mantenne tuttavia il controllo delle tre proprietà per lunghissimo tempo, anche dopo la definitiva caduta politica dello Stato senese, quando l'area entrò a far parte del granducato di Toscana, pur venendosi a trovare nei pressi del confine con lo Stato dei Presidi tra la metà del Cinquecento e gli inizi dell'Ottocento.
I Marsili non hanno mai ceduto la loro proprietà, difatti gli attuali proprietari i Vivarelli Colonna, la hanno acquisita a seguito di matrimonio fra donna Giulia Marsili Libelli e Antonio Vivarelli Colonna, matrimonio celebrato in Firenze il 18/9/1881.

## Descrizione
La torre della Bella Marsilia si presenta a sezione quadrangolare con basamento a scarpa cordonato; sulle pareti esterne, interamente rivestite in pietra, si aprono alcune feritoie e troniere.
La porta di accesso, situata al piano rialzato sopra il cordone che delimita in alto il basamento a scarpa, è rimasta isolata a seguito della perdita dell'originaria rampa di scale esterna munita di ponte levatoio ligneo finale, che permetteva di raggiungere quello che era l'unico punto d'ingresso alla torre.
La parte sommitale, priva di coronamenti, culmina nei vari punti ad altezze differenti e irregolari, evidenziando i segni del degrado dei secoli scorsi; in passato, vi era probabilmente una caditoia sporgente sul lato in cui si apre la porta d'ingresso, ad ulteriore protezione degli accessi all'edificio turriforme.

## Leggenda della Bella Marsilia
La leggenda della Bella Marsilia ha conferito alla torre quella che è la sua denominazione. Nasce da un avvenimento che sembra essere realmente accaduto il 22 aprile 1543.
In quell'anno vi fu un'inaspettata incursione piratesca nella zona, durante la quale il saraceno Barbarossa rapì la giovane Margherita Marsili, che per la sua bellezza era chiamata da tutti Bella Marsilia. La ragazza venne di fatto rapita e portata via dal gruppo di pirati; quando il sultano Solimano il Magnifico vide la ragazza se ne sarebbe innamorato a tal punto da accoglierla nel suo harem.
Questo episodio, al limite tra la storia e la leggenda, ha conferito l'attuale denominazione alla torre, riprendendo il soprannome con cui veniva chiamata la bella ragazza; precedentemente, la struttura difensiva era chiamata torre di Collecchio.